# Vaporizzazione
La vaporizzazione è il cambiamento di stato che consiste nella trasformazione di una sostanza dallo stato liquido allo stato aeriforme.

## Caratteristiche
Se il processo di vaporizzazione coinvolge l'intera massa liquida, si parla più precisamente di ebollizione, mentre si parla di evaporazione se interessa solo la superficie (pelo libero) del liquido. Il processo di ebollizione avviene molto più velocemente e solo alla temperatura di ebollizione (che varia con la pressione), mentre il processo di evaporazione avviene più lentamente e avviene anche a temperature inferiori alla temperatura di ebollizione.

## Esempio
Si prenda in considerazione acqua pura (ovvero senza sali o altre sostanze disciolti) alla pressione di 1 atmosfera:
- la vaporizzazione avviene in tutto l'intervallo di temperatura da 0 °C a 100 °C
- l'evaporazione avviene nell'intervallo di temperatura da 0 °C a 100 °C, escluso 100 °C.
- l'ebollizione avviene a 100 °C.

Allo stato naturale l'acqua contiene disciolti vari sali, in presenza dei quali si allarga il campo di temperature suddetto, infatti la presenza dei sali determina i fenomeni di abbassamento crioscopico (ovvero diminuzione della temperatura di congelamento) e innalzamento ebullioscopico (ovvero aumento della temperatura di ebollizione).

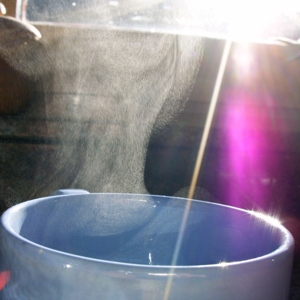
Evaporazione dell'acqua
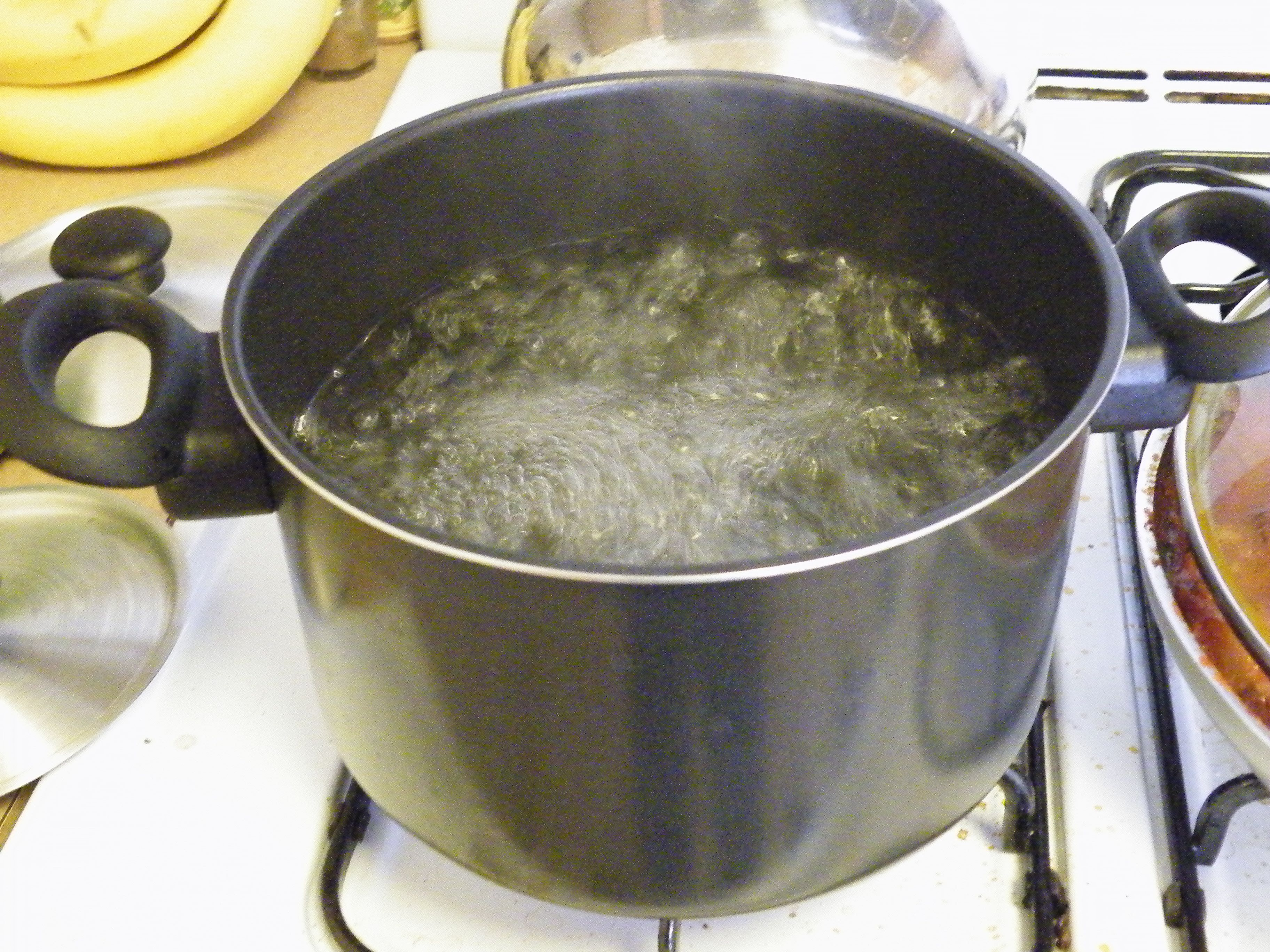
Ebollizione dell'acqua